# Trillium stamineum
Trillium stamineum е вид тревисто растение от семейство Melanthiaceae. Видът е незастрашен от изчезване.

## Разпространение
Видът е разпространен в югоизточната част на Съединените щати (Алабама, Мисисипи и Тенеси).